# 印象万象有象無象
『印象万象有象無象』（いんしょうばんしょううぞうむぞう）は、2023年12月6日にNEHAN RECORDSよりリリースされたパスピエのメジャー9枚目のフルアルバム。

## 概要
前作『ukabubaku』から1年ぶりのフルアルバム。
通常盤と初回限定盤、ファンクラブ限定で初回限定盤とオリジナルTシャツがセットのP.S.P.E盤（BOX仕様）が発売。初回限定盤とP.S.P.E盤には大胡田によるアートブック（全56ページ）が付属。

## 収録曲
| 全作曲: 成田ハネダ、全編曲: パスピエ。 |                              |                          |            |      |
| #                                      | タイトル                     | 作詞                     | 作曲・編曲 | 時間 |
| 1.                                     | 「化石のうた」               | 大胡田なつき             | 成田ハネダ | 3:51 |
| 2.                                     | 「SAYONARA HEAVEN」          | 大胡田なつき             | 成田ハネダ | 3:52 |
| 3.                                     | 「ならすならせば」           | 大胡田なつき             | 成田ハネダ | 4:49 |
| 4.                                     | 「二重の街」                 | 大胡田なつき             | 成田ハネダ | 3:23 |
| 5.                                     | 「上海と宇宙」               | 大胡田なつき             | 成田ハネダ | 3:08 |
| 6.                                     | 「A monster in my head」     | 大胡田なつき             | 成田ハネダ | 2:41 |
| 7.                                     | 「cube」                     | 大胡田なつき             | 成田ハネダ | 4:21 |
| 8.                                     | 「選択詩」                   | 大胡田なつき             | 成田ハネダ | 2:26 |
| 9.                                     | 「バジリコ」                 | 大胡田なつき             | 成田ハネダ | 3:05 |
| 10.                                    | 「嬉しいことも悲しいことも」 | 大胡田なつき、成田ハネダ | 成田ハネダ | 4:09 |
| 11.                                    | 「GOKKO」                    | 大胡田なつき             | 成田ハネダ | 3:11 |
| 合計時間:                              | 合計時間:                    | 合計時間:                | 38:56      |      |

## 楽曲解説
1. 化石のうた
  - 成田が「墓まで持っていける曲ができた」と語るほど[1]、今まで制作してきた中で一番自分のルーツや、結成時から思い描いてた“どれだけ音で遊べるか”を一曲の中で表現できた作品[2]。
  - 全体を通してフリーテンポ。ブラスパートは円柱型のゴミ箱の中に仕込んだワイヤレススピーカーからソフトで作ったブラスの音を鳴らし、それをマイクで録っている[2]。
2. SAYONARA HEAVEN
  - レトロフューチャーやオリエンタルをテーマに制作[2]。
  - アルバム完成に差し掛かった納期まで残り3週間のタイミングでサビのメロディができ、急遽制作した[2]。
  - 朝日放送テレビドラマL『あなたの恋人、強奪します。』エンディングテーマ。
3. ならすならせば
  - ジャポニスム特有の懐かしさや、祭りの後のような高揚と寂しさを表現している[2]。
4. 二重の街
  - 三拍子と四拍子を混在させ怪しさと浮遊感を出している[2]。
5. 上海と宇宙
  - タイトルは成田考案[2]。
  - 「メタ」からの流れにあり“新昭和歌謡”を目指している[2]。
6. A monster in my head
  - ピンクパンサレスやUKガラージを意識してアッパーなチルミュージックを目指している[2]。
7. cube
  - 「最終電車」や「発色」からの流れにある[2]。
8. 選択詩
  - M-1グランプリ2022敗者復活戦のシンクロニシティのネタから着想を得て“ド”と“レ”の二音だけでメロディラインを制作[2]。
  - 単調にならないようにテンポチェンジなどリズムで変化を付けている[2]。
  - ギターはトーキング・ヘッズのイメージ[2]。
9. バジリコ
  - マイナーキーでも強い曲を作ろうとシンプルかつアッパーに仕上げた[2]。
  - 配信シングル版とアルバム版でマスタリングの差が大きい[2]。
10. 嬉しいことも悲しいことも
  - 成田とのツインボーカル。
  - 後期YMOをイメージしている[2]。
11. GOKKO
  - パスピエ風ミュージカル[2]。
  - イントロは心音をイメージ[2]。

## クレジット
- 大胡田なつき：ボーカル
- 成田ハネダ：キーボード、ピアノ、プログラミング
- 三澤勝洸：ギター
- 露崎義邦：ベース
- 佐藤謙介：ドラムス（#5、11）